# Mitty Goldin
Mitty Goldin, de son nom Moïse Goldenberg est un directeur de salle de spectacle, ancien directeur général de l'ABC, né le 17 mars 1895 à Focșani en Roumanie et mort le 27 juin 1956 à Paris 17e.

## Biographie
Il est arrivé en France en 1919 pour suivre des études de droit. Il devient journaliste avant de se lancer comme impresario et organisateur de tournées en montant sa propre agence artistique.
En 1933, il achète le théâtre Plazza qui n'a pas réussi à avoir de succès face à la concurrence des salles de cinéma. Il décide de transformer le théâtre en salle de music-hall et investit dans des travaux d'aménagement pour en faire une salle de 1 200 places avec une décoration chic. Il change le nom du théâtre pour l'appeler l'ABC, pour qu'elle soit la première dans l'ordre alphabétique sur les programmes. Il invente un nouveau type de programmes et fait de l'ABC le théâtre du rire et de la chanson. Les spectacles sont changés au bout de 2 à 3 semaines. Ils sont constitués de plusieurs numéros qui s'enchaînent rapidement.
L'ABC est inauguré en 1934. Tino Rossi y fait ses débuts parisiens du 1er au 15 juin 1934, puis Damia et Marie Dubas. Puis Édith Piaf y fait ses débuts en première partie de Gilles et Julien le 27 mars 1937. Charles Trenet y fait ses débuts en solo en mars 1938. Félix Mayol fait ses adieux en septembre 1938, et Django Reinhardt y joue en octobre.
Devant les succès de l'ABC, on lui confie la direction artistique de Bobino entre 1934 et 1936, puis celle du Trianon qu'il transforme en music-hall en 1936 jusqu'en 1937.
Il a été co-directeur du Théâtre des Capucines de 1939 jusqu'à sa mort.
Juif, Mitty Goldin quitte la France en 1940. Pendant l'occupation allemande, le théâtre est dirigé par des directeurs nommés par les Allemands. En janvier 1945, il rentre en France et reprend seul la direction de l'ABC, jusqu'au printemps 1949. Maurice Chevalier s'y produit pour la première fois le 12 décembre 1945. Puis Bourvil en 1946, Renée Lebas en 1947, Henri Salvador et les Compagnons de la chanson en 1948.
Mitty Goldin a également composé des musiques de chansons pour Édith Piaf.
Il s'associe alors avec Léon Ledoux. L'ABC va de plus en plus programmer des opérettes. L'opérette La Route fleurie, montée en 1952 avec Georges Guétary, Bourvil et Annie Cordy a eu 1 500 représentations.
Mitty Goldin, malade, quitte la direction de l'ABC en 1955. Il meurt d'une congestion cérébrale le 29 juin 1956, et est inhumé au cimetière de Montmartre (division 30).